# Pro Patria et Libertate Sezione Calcio 1947-1948
Questa voce raccoglie le informazioni riguardanti la Pro Patria et Libertate Sezione Calcio nelle competizioni ufficiali della stagione 1947-1948.

## Stagione
Nella stagione 1947-48 lo scudetto è stato vinto dal grande Torino con sedici punti di vantaggio sulle seconde, Triestina, Milan e Juventus. Ottimo il piazzamento della squadra bustocca, ottava con 40 punti, appaiata al Bologna.

## Rosa
| N. |                   | Ruolo | Calciatore          |
| -- | ----------------- | ----- | ------------------- |
|    | Italia (bandiera) | P     | Angelo Uboldi       |
|    | Italia (bandiera) | P     | Guido Visco Gilardi |
|    | Italia (bandiera) | D     | Eugenio Patti       |
|    | Italia (bandiera) | D     | Antonio Azimonti    |
|    | Italia (bandiera) | D     | Giovanni Ivaldi     |
|    | Italia (bandiera) | D     | Antonio Fossati     |
|    | Italia (bandiera) | D     | Aldo Marelli        |
|    | Italia (bandiera) | C     | Alfonso Borra       |
|    | Italia (bandiera) | C     | Giobatta Martini    |
|    | Italia (bandiera) | C     | Piero Pozzi         |
|    | Italia (bandiera) | C     | Lorenzo Colpo       |

| N. |                   | Ruolo | Calciatore          |
| -- | ----------------- | ----- | ------------------- |
|    | Italia (bandiera) | C     | Fausto Bonelli      |
|    | Italia (bandiera) | C     | Carlo Ceriotti      |
|    | Italia (bandiera) | C     | Piero Messanzani    |
|    | Italia (bandiera) | A     | Angelo Turconi      |
|    | Italia (bandiera) | A     | Lelio Antoniotti    |
|    | Italia (bandiera) | A     | Enrico Candiani     |
|    | Italia (bandiera) | A     | Giuseppe Molina     |
|    | Italia (bandiera) | A     | Emidio Cavigioli    |
|    | Italia (bandiera) | A     | Spartaco Bertolucci |
|    | Italia (bandiera) | A     | Carlo Reguzzoni     |
|    | Italia (bandiera) | A     | Giuseppe Carnevali  |

## Risultati

### Serie A

#### Girone di andata
| Arbitro: | Tassini (Verona) |

|                 |           |                               |
| Biavati 23’ 66’ | Marcatori | 39’ Bertolucci 49’ Turconi II |

| Arbitro: | Bonivento (Venezia) |

|                                                     |           |                              |
| Puricelli 7’ Annovazzi 22’ Puricelli 40’ Degano 59’ | Marcatori | 45’ Reguzzoni 84’ Turconi II |

| Arbitro: | Zambotto (Padova) |

|                |           |  |
| Turconi II 25’ | Marcatori |  |

| Arbitro: | Pieri (Trieste) |

|                |           |  |
| Antoniotti 12’ | Marcatori |  |

| Arbitro: | Gamba (Napoli) |

|            |           |  |
| Fantoni IV | Marcatori |  |

| Arbitro: | Pera (Firenze) |

|  |           |                          |
|  | Marcatori | 84’ Mazzola 87’ Menti II |

| Arbitro: | Galeati (Bologna) |

|                      |           |                               |
| Gimona 29’ Piana 65’ | Marcatori | 56’ Turconi II 80’ Antoniotti |

| Arbitro: | Pizzato (Mestre) |

|                |           |                |
| Zsengellér 78’ | Marcatori | 40’ Turconi II |

| Arbitro: | Bonivento (Venezia) |

|                                          |           |              |
| Bonelli 28’ Antoniotti 44’ Cavigioli 74’ | Marcatori | 30’ Trevisan |

| Arbitro: | Canavesio (Torino) |

|         |           |  |
| Krieziu | Marcatori |  |

| Arbitro: | Silvano (Torino) |

|                                  |           |                        |
| Cavigioli 59’ Turconi II 63’ 82’ | Marcatori | 73’ Ortega 88’ Verdeal |

| Arbitro: | Bertolio (Torino) |

|            |           |  |
| Molina 45’ | Marcatori |  |

| Arbitro: | Agnolin (Bassano del Grappa) |

|                                          |           |  |
| Achilli 40’ Lorenzi 44’ Zapirain 47’ 67’ | Marcatori |  |

| Arbitro: | Pieri (Trieste) |

|                     |           |  |
| Conti 44’ Roffi 54’ | Marcatori |  |

| Arbitro: | Scotto (Savona) |

|                |           |                                                 |
| Maestrelli 30’ | Marcatori | 50’ Candiani 69’ (rig.) Bertolucci 84’ Candiani |

| Arbitro: | Guarda (Venezia) |

|                                             |           |                          |
| Turconi II 25’ Bertolucci 43’ Cavigioli 55’ | Marcatori | 64’ Stradella 87’ Sotgiu |

| Arbitro: | Orlandini (Roma) |

|                  |           |  |
| Sentimenti V 77’ | Marcatori |  |

| Arbitro: | Coppolone (Bari) |

|                     |           |  |
| Colpo 30’ Pozzi 41’ | Marcatori |  |

| Arbitro: | Bellè (Venezia) |

|                     |           |                    |
| Fabbri 24’ Mari 48’ | Marcatori | 41’ 50’ Turconi II |

| Arbitro: | Agnolin (Bassano del Grappa) |

|                          |           |                              |
| Antoniotti 62’ Borra 78’ | Marcatori | 30’ Rava 57’, 84’ Muccinelli |

#### Girone di ritorno
| Arbitro: | Zambotto (Padova) |

|           |           |  |
| Colpo 86’ | Marcatori |  |

| Arbitro: | Poggipollini (Ferrara) |

|                        |           |                                    |
| Colpo 18’ Candiani 26’ | Marcatori | 1’ Antonini 8’ Burini 81’ Antonini |

| Arbitro: | Corallo (Lecce) |

|                                                         |           |                                |
| Barsanti 4’ Baldini 31’ 39’ Rebuzzi II 66’ Bassetto 78’ | Marcatori | 8’ 35’ Candiani 41’ Turconi II |

| Arbitro: | Tassini (Verona) |

|               |           |  |
| Marchetti 10’ | Marcatori |  |

| Arbitro: | Boffardi (Genova) |

|             |           |           |
| Bonelli 87’ | Marcatori | 54’ Penzo |

| Arbitro: | Parpaiola (Padova) |

|                                             |           |                       |
| Ossola 38’ Loik 49’ Grezar 51’ Menti II 52’ | Marcatori | 89’ (rig.) Turconi II |

| Arbitro: | Longagnani (Modena) |

|                              |           |  |
| Antoniotti 13’ Cavigioli 86’ | Marcatori |  |

| Arbitro: | Silvano (Torino) |

|                        |           |                     |
| Candiani 8’ 52’ (rig.) | Marcatori | 35’ Amadei 79’ Losi |

| Arbitro: | Canavesio (Torino) |

|                                        |           |                       |
| Gordini 31’ Ispiro 42’ 55’ Gordini 84’ | Marcatori | 51’ (rig.) Turconi II |

| Arbitro: | Tassini (Verona) |

|                                            |           |                  |
| Candiani 64’ Turconi II 80’ Antoniotti 89’ | Marcatori | 73’ Di Benedetti |

| Arbitro: | Bernardi (Bologna) |

|                                                             |           |                |
| Formentin 24’ Brighenti I 27’ Formentin 59’ Brighenti I 70’ | Marcatori | 72’ Bertolucci |

| Arbitro: | Pieri (Trieste) |

|                                                            |           |  |
| Rossi 4’ Merlin 18’ Buzzegoli 56’ Vaschetto 72’ Merlin 75’ | Marcatori |  |

| Arbitro: | Dattilo (Roma) |

|                                 |           |  |
| Susmel 34’ (aut.) Cavigioli 78’ | Marcatori |  |

| Arbitro: | Bellè (Venezia) |

|                                                                    |           |                        |
| Cavigioli 6’ Molina 50’ Candiani 53’ Antoniotti 60’ Turconi II 88’ | Marcatori | 65’ (aut.) Azimonti II |

| Arbitro: | Bertolio (Torino) |

|                               |           |  |
| Turconi II 44’ Antoniotti 85’ | Marcatori |  |

| Arbitro: | Bellè (Venezia) |

|                             |           |                                                         |
| Pietruzzi 41’ Stradella 55’ | Marcatori | 9’ 15’ Cavigioli 40’ Molina 65’ Antoniotti 79’ Candiani |

| Arbitro: | Pera (Firenze) |

|  |           |             |
|  | Marcatori | 40’ Pernigo |

| Arbitro: | Mosca (Napoli) |

|                |           |  |
| Spanevello 39’ | Marcatori |  |

| Arbitro: | Pasinetti (Roma) |

|                             |           |  |
| Antoniotti 27’ Candiani 84’ | Marcatori |  |

| Arbitro: | Parpaiola (Padova) |

|  |           |                                             |
|  | Marcatori | 40’ Pozzi 52’ 54’ Turconi II 60’ Antoniotti |

## Statistiche

### Statistiche di squadra
| Competizione | Punti | In casa | In casa | In casa | In casa | In casa | In casa | In trasferta | In trasferta | In trasferta | In trasferta | In trasferta | In trasferta | Totale | Totale | Totale | Totale | Totale | Totale | DR |
| Competizione | Punti | G       | V       | N       | P       | Gf      | Gs      | G            | V            | N            | P            | Gf           | Gs           | G      | V      | N      | P      | Gf     | Gs     | DR |
| ------------ | ----- | ------- | ------- | ------- | ------- | ------- | ------- | ------------ | ------------ | ------------ | ------------ | ------------ | ------------ | ------ | ------ | ------ | ------ | ------ | ------ | -- |
| Serie A      | 40    | 20      | 14      | 2       | 4       | 38      | 19      | 20           | 10           | 3            | 4            | 13           | 27           | 40     | 17     | 6      | 17     | 65     | 66     | -1 |

### Statistiche dei giocatori
| Giocatore        | Serie A  | Serie A |
| Giocatore        | Presenze | Reti    |
| ---------------- | -------- | ------- |
| L. Antoniotti    | 33       | 11      |
| A. Azimonti      | 31       | 0       |
| S. Bertolucci    | 13       | 4       |
| F. Bonelli       | 14       | 2       |
| A. Borra         | 35       | 1       |
| E. Candiani      | 26       | 11      |
| G. Carnevali     | 1        | 0       |
| E. Cavigioli     | 20       | 8       |
| C. Ceriotti      | 4        | 0       |
| L. Colpo         | 16       | 3       |
| A. Fossati       | 40       | 0       |
| G. Ivaldi        | 3        | 0       |
| A. Marelli       | 23       | 0       |
| G. Martini       | 19       | 0       |
| P. Messanzani    | 1        | 0       |
| G. Molina        | 21       | 3       |
| E. Patti         | 33       | 0       |
| P. Pozzi         | 17       | 2       |
| C. Reguzzoni     | 11       | 1       |
| A. Turconi       | 39       | 18      |
| A. Uboldi        | 36       | -55     |
| G. Visco Gilardi | 4        | -11     |